# 富山県道129号魚津停車場線
富山県道129号魚津停車場線（とやまけんどう129ごう うおづていしゃじょうせん）は、富山県魚津市の中心部を通る一般県道（富山県道）である。魚津駅開業当時は、旧魚津町と魚津駅を結ぶ重要な道路のひとつだったが、現在は市街地と魚津港を結ぶ道路となっている。

## 概要
- 起点：富山県魚津市釈迦堂1丁目
- 終点：富山県魚津市港町

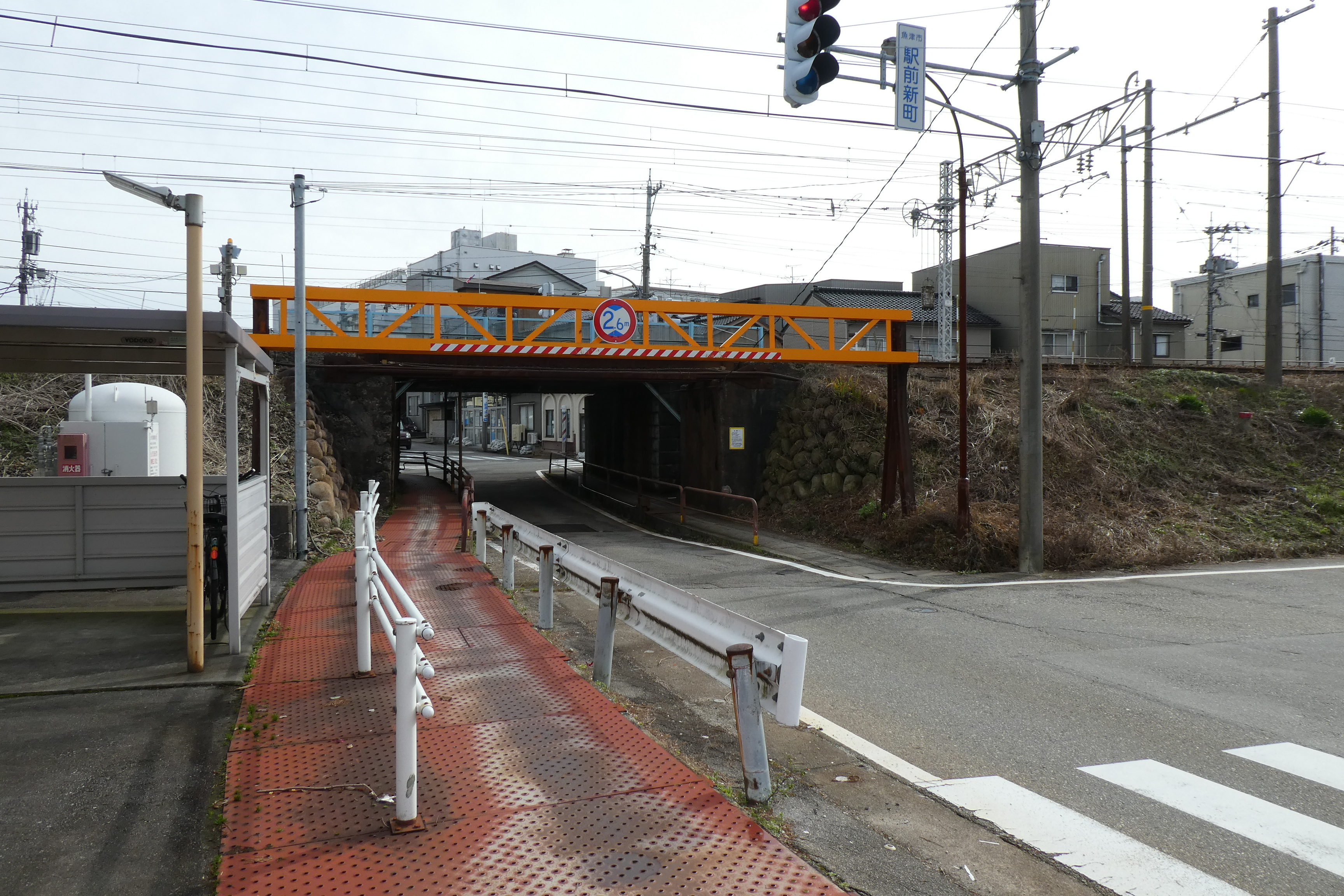
あいの風とやま鉄道線のガード下は幅員が狭いため信号による交互通行となっている。
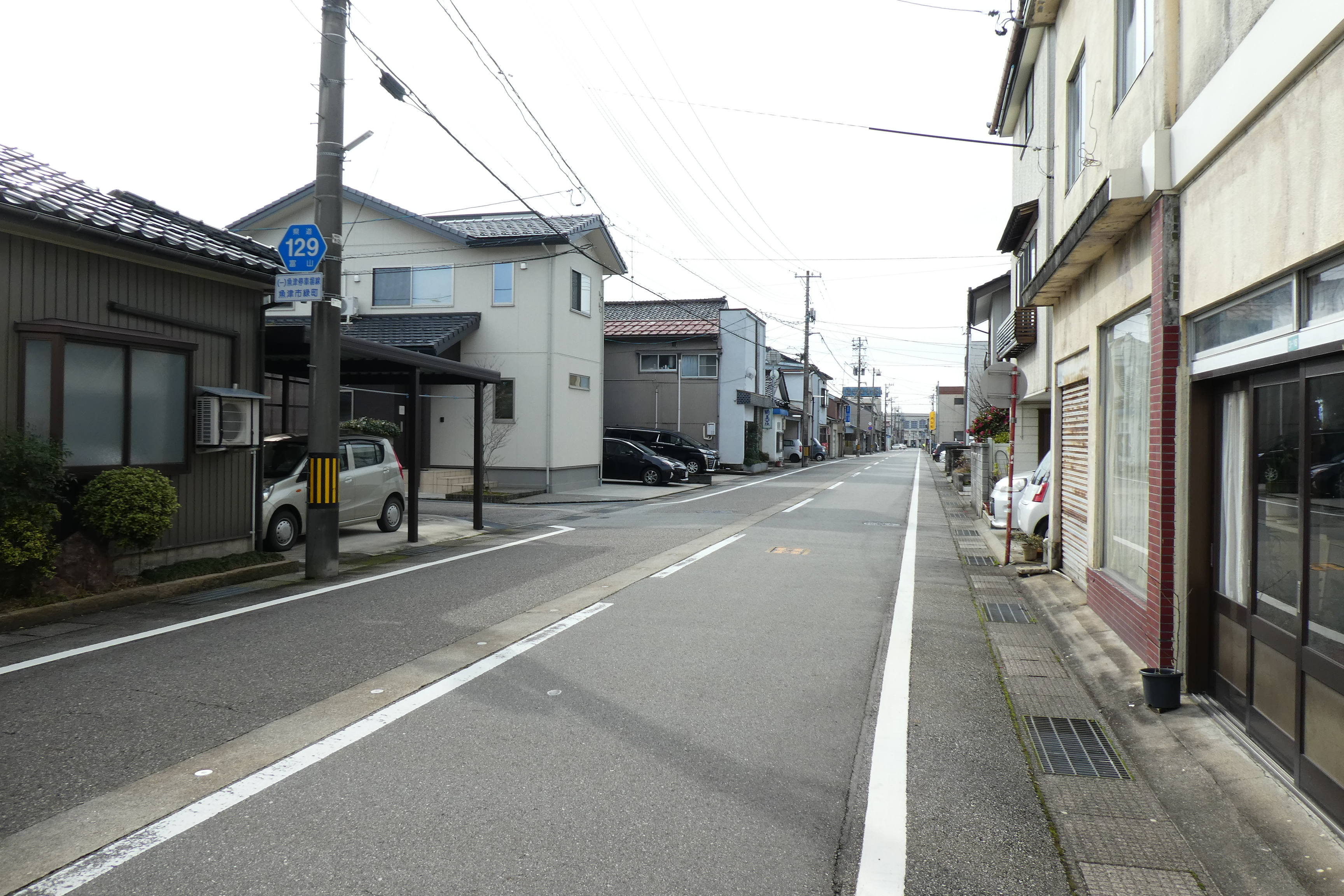
魚津市緑町
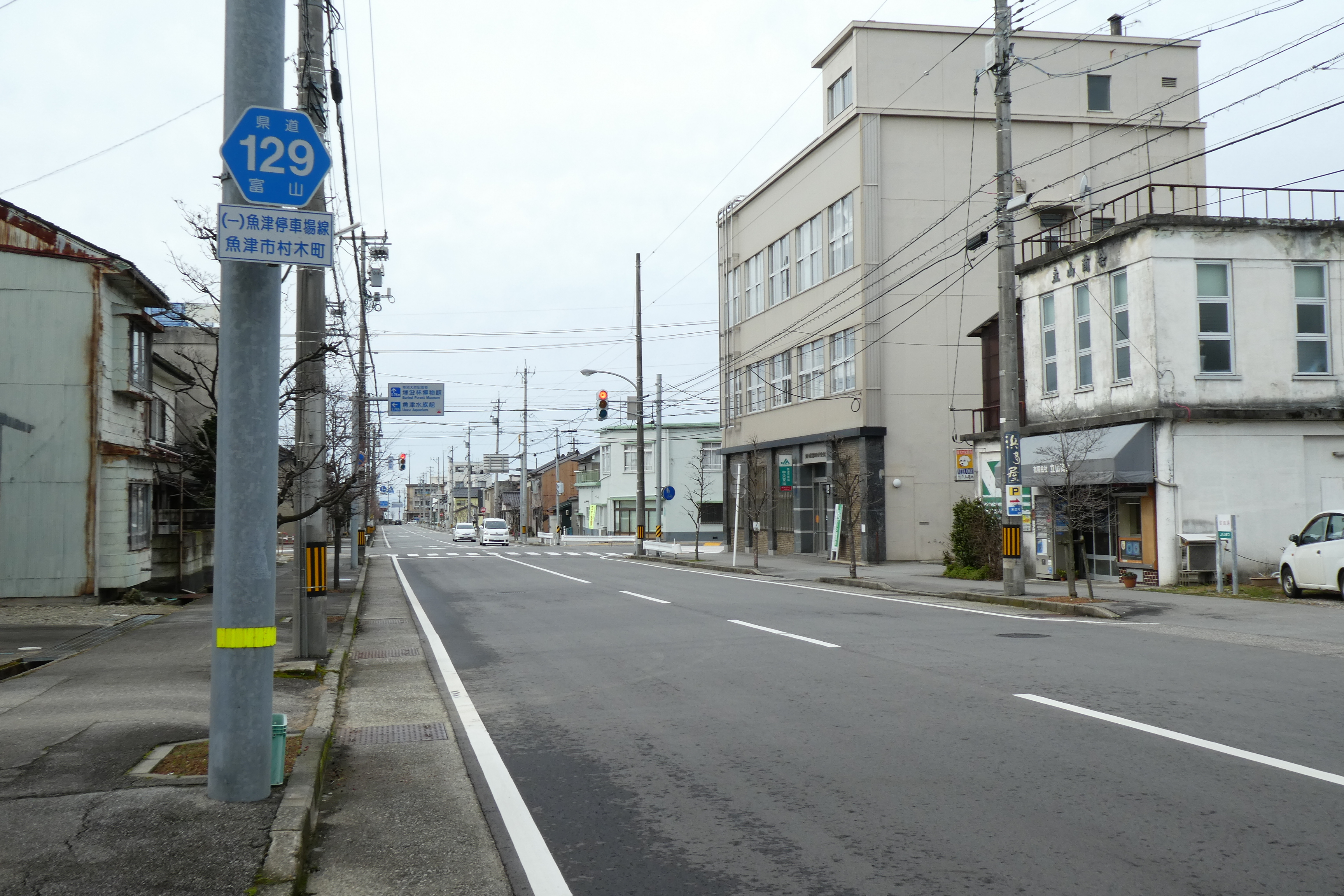
魚津市村木町

## 沿革
- 1964年12月 - 同年9月から進められていた魚津港前と22m通り（魚津中央線）の交差点手前100mまでの舗装工事が完成[1]。
- 1970年 - 魚津駅近くの高架側にガードレールと歩道（幅員1.5m）を新設[2]。

## 主な接続道路
- 富山県道128号阿弥陀堂魚津停車場線
- 都市計画街路魚津中央線
- 富山県道2号魚津生地入善線（魚津市）

## 通過する自治体
- 魚津市